# Maïmouna Diarra
Maïmouna Diarra (Saint-Louis, 30 gennaio 1991) è una cestista senegalese, professionista nella WNBA.

## Carriera
Con il Senegal ha disputato i Giochi olimpici di Rio de Janeiro 2016, i Campionati mondiali del 2018 e quattro edizioni dei Campionati africani (2013, 2015, 2019, 2021).